# Квиет
Тит Фу́львий Ю́ний Квие́т (лат. Titus Fulvius Iunius Quietius) — римский император-узурпатор в 260—261 годах.
Квиет был сыном полководца Макриана Старшего и младшим братом узурпатора Макриана Младшего. Осенью 260 года Макриан Старший и префект претория Баллиста объявили императорами Востока Квиета и Макриана Младшего. В 261 году Макрианы предприняли поход на столицу империи — Рим, чтобы завладеть императорским престолом и империей, а Квиет и Баллиста остались на Востоке поддерживать порядок. Но им это не удалось. В это время Макрианы потерпели поражение от армии полководца узурпатора Авреола Домициана и были убиты, а Квиет спустя малый промежуток времени был убит правителем Пальмиры Оденатом. Квиет был консулом, но его не признали на Западе.